# Donald Byrne
Donald Byrne (New York, 12 giugno 1930 – Filadelfia, 8 aprile 1976) è stato uno scacchista statunitense.

## Carriera scacchistica
Fu uno dei più forti scacchisti statunitensi negli anni 50 e 60 del XX secolo. Suo fratello maggiore, Robert Byrne, è stato un Grande Maestro di scacchi.
Donald Byrne vinse l'open degli Stati Uniti nel 1953. Fece scalpore dominando il russo Yuri Averbakh 3-1 durante l'incontro USA-URSS di Mosca nel 1954. Perse contro l'allora tredicenne Bobby Fischer durante la partita del secolo nel 1956. Nel 1962 diventa Maestro Internazionale della FIDE. Partecipò a cinque olimpiadi degli scacchi per gli USA come giocatore o allenatore nel decennio 1962-1972. 
È stato anche professore di inglese all'Università della Pennsylvania dal 1961 fino alla morte, dovuta a complicazioni di un lupus.
Nel 2003 è stato annoverato, a titolo postumo, nella Hall of fame degli scacchi.

## Esempio di partita
Nella partita che segue, Byrne batte il candidato al campionato del mondo Efim Geller; questa vittoria gli valse un premio di bellezza.
Efim Geller-Donald Byrne, match URSS-USA, Mosca, 1955:
1.e4 c5 2.Cf3 d6 3.d4 cxd4 4.Cxd4 Cf6 5.Cc3 g6 6.Ae3 Ag7 7.f3 Cc6 8.Dd2 0-0 9.0-0-0 Ae6 10.Rb1 Tc8 11.g4 Da5 12.Cxe5 fxe6 13.Ac4 Cd8 14.Ae2 Cd7 15.Ad4 Ce5 16.f4 Cdc6 17.Axe5 dxe5 18.f5 Cd4 19.fxg6 hxg6 20.Thf1 Tf4 21.g5 b5 22.Ad3 Tcf8 23.Dg2 b4 24.Ce2 Dc5 25.Dh3 Tf3 26.Txf3 Txf3 27.Dg4 Txd3 28.Tc1 Td1 29.c3 Txc1+ 30.Rxc1 Cxe2+ 31.Dxe2 bxc3 32.Dg2 cxb2 33.Rxb2 Db4+ 34.Rc2 a5 35.Dg4 Dc5+ 36.Rb3 Db6+ 37.Rc3 a4 38.h4 Dd4+ 39.Rc2 Df2+ 40.Rd3 Dxa2 41.h5 Db3+ 42.Rd2 gxh5 0-1.